# Srīrāmnagar
Srīrāmnagar är en ort i Indien.   Den ligger i distriktet Rangareddi och delstaten Telangana, i den centrala delen av landet, 1 300 km söder om huvudstaden New Delhi. Srīrāmnagar ligger 571 meter över havet och antalet invånare är 19 550.
Terrängen runt Srīrāmnagar är platt. Runt Srīrāmnagar är det tätbefolkat, med 427 invånare per kvadratkilometer. Det finns inga andra samhällen i närheten. Omgivningarna runt Srīrāmnagar är en mosaik av jordbruksmark och naturlig växtlighet.